# Pavetta baconiella
Espèce
Statut de conservation UICN

 VU D2 : Vulnérable
Pavetta baconiella Bremek. est une espèce de plantes de la famille des Rubiaceae et du genre Pavetta, endémique du Cameroun.

## Description
C'est un sous-arbrisseau d'environ 80 cm de hauteur, à fleurs jaunes.

## Distribution
Selon Mildbraed, l'holotype – aujourd'hui détruit – a été observé « entre Monjala et Mole », mais cette localisation n'a pas pu être identifiée avec précision. Cependant Jean-Michel Onana estime que cet emplacement pourrait se situer entre Nanga Eboko et Deng-Deng. 
D'autres spécimens ont été vus en 1983 par Duncan Thomas dans la région du Sud-Ouest du Cameroun, le long de la rivière Mana, dans l'actuel parc national de Korup.